# Miranorte
Miranorte es un municipio brasileño del estado del Tocantins. Se localiza a una latitud 09º31'46" sur y a una longitud 48º35'24" oeste, estando a una altitud de 222 metros en los márgenes de la BR 153. Su población estimada en 2008 era de 12.200 habitantes, siendo la 15.ª mayor del estado.